# Pro League 2018-2019
Il campionato Jupiler Pro League 2018-2019 è stata la 116ª stagione della prima divisione belga di calcio, sponsorizzato dalla Jupiler per il 25º anno consecutivo. Il campionato è iniziato il 27 luglio 2018 ed è terminato il 26 maggio 2019. La squadra campione in carica era il Club Bruges. Il Genk ha vinto il torneo per la quarta volta nella sua storia.

## Stagione

### Novità
A sostituire il Mechelen, retrocesso al termine della scorsa stagione, vi è il Cercle Brugge, ritornato nella massima serie dopo tre anni.

### Formula
Questo campionato vede sfidarsi i sedici migliori club del Belgio in una serie di trenta partite giocate durante il campionato, poi dieci partite durante i playoff.
Al termine della fase "classica" del campionato, le sedici squadre sono divise in due livelli di play-off in base alla loro classifica. Le prime sei sono raggruppate nel girone "Play-off 1" e i loro punti vengono dimezzati. Si incontrano di nuovo due volte (in casa e trasferta), la prima alla fine di questo mini-campionato vincerà il campionato. Invece le squadre classificate dal settimo al quindicesimo posto si uniranno con le squadre che si saranno piazzate dal secondo al quarto posto nella Division 1B, e divise a loro volta in due gironi chiamati "Play-off 2" ed i loro punti riportati a zero. Le squadre si incontrano due volte (una volta in casa e una in trasferta), le due vincitrici dei gironi poi accederanno alla finale del "Play-off 2" la cui vincitrice sfiderà la quarta classificata del "Play-off 1": la vincitrice guadagnerà un posto in Europa League. I club di seconda divisione non potranno partecipare a questa finale.

## Squadre partecipanti
| Club             | Città        | Stadio                       | Stagione precedente       |
| ---------------- | ------------ | ---------------------------- | ------------------------- |
| Anderlecht       | Anderlecht   | Stadio Constant Vanden Stock | 3º posto in Pro League    |
| Anversa          | Anversa      | Bosuilstadion                | 8º posto in Pro League    |
| Cercle Bruges    | Bruges       | Stadio Jan Breydel           | 1º posto in Tweede Klasse |
| Charleroi        | Charleroi    | Stade du Pays de Charleroi   | 6º posto in Pro League    |
| Club Bruges      | Bruges       | Stadio Jan Breydel           | Campione del Belgio       |
| Eupen            | Eupen        | Kehrwegstadion               | 15º posto in Pro League   |
| Genk             | Genk         | Luminus Arena                | 5º posto in Pro League    |
| Gent             | Gent         | Ghelamco Arena               | 4º posto in Pro League    |
| Kortrijk         | Courtrai     | Guldensporenstadion          | 7º posto in Pro League    |
| Lokeren          | Lokeren      | Daknamstadion                | 13º posto in Pro League   |
| R.E. Mouscron    | Mouscron     | Stadio Le Canonnier          | 14º posto in Pro League   |
| Ostenda          | Ostenda      | Versluys Arena               | 11º posto in Pro League   |
| Sint-Truiden     | Sint-Truiden | Stayen                       | 10º posto in Pro League   |
| Standard Liegi   | Liegi        | Sclessin Stadion             | 2º posto in Pro League    |
| Waasland-Beveren | Beveren      | Freethiel Stadion            | 12º posto in Pro League   |
| Zulte Waregem    | Waregem      | Regenboogstadion             | 9º posto in Pro League    |

## Allenatori e primatisti
| Squadra              | Allenatore                                                 | Calciatore più presente                                                 | Cannoniere                                         |
| -------------------- | ---------------------------------------------------------- | ----------------------------------------------------------------------- | -------------------------------------------------- |
| Anderlecht           | Hein Vanhaezebrouck (1ª-19ª) Karim Belhocine (20ª-)        | Thomas Didillon (20)                                                    | Nany Dimata, Ivan Santini (11)                     |
| Anversa              | László Bölöni                                              | Sinan Bolat, Simen Juklerød (20)                                        | Lior Refaelov, William Owusu (6)                   |
| Cercle Brugge        | Laurent Guyot                                              | Paul Nardi, Isaac Koné (20)                                             | Gianni Bruno (7)                                   |
| Charleroi            | Felice Mazzù                                               | Stergos Marinos, Cristian Benavente (20)                                | Cristian Benavente (9)                             |
| Club Brugge          | Ivan Leko                                                  | Hans Vanaken, Mats Rits (20)                                            | Siebe Schrijvers (8)                               |
| Eupen                | Claude Makélélé                                            | Hendrik van Crombrugge, Luis García, Yūta Toyokawa (20)                 | Luis García (7)                                    |
| Genk                 | Philippe Clement                                           | Danny Vukovic, Joseph Aidoo, Joakim Mæhle, Alejandro Pozuelo (20)       | Mbwana Samatta (14)                                |
| Gent                 | Yves Vanderhaeghe (1ª-10ª) Jess Thorup (11ª-)              | Stallone Limbombe (20)                                                  | Jonathan David, Sigurd Rosted, Roman Yaremchuk (5) |
| Kortrijk             | Glen De Boeck (1ª-15ª) Yves Vanderhaeghe (16ª-)            | Gary Kagelmacher, Hannes Van der Bruggen, Kristof D'Haene (19)          | Jovan Stojanović (7)                               |
| Lokeren              | Peter Maes (1ª-12ª) Trond Sollied (13ª-)                   | Guus Hupperts, Steve De Ridder, Marko Mirić (18)                        | Marko Mirić, Mehdi Terki (3)                       |
| Royal Excel Mouscron | Frank Defays (1ª-5ª) Laurent Demol (6ª) Bernd Storck (7ª-) | Benjamin Van Durmen, Mërgim Vojvoda, Fabrice Olinga (19)                | Frantzdy Pierrot (5)                               |
| Ostenda              | Gert Verheyen                                              | Kévin Vandendriessche, Wout Faes, Goran Milović, Richairo Živković (19) | Fernando Canesin (4)                               |
| Sint-Truiden         | Marc Brys                                                  | Kenny Steppe, Takehiro Tomiyasu, Jordan Botaka (20)                     | Daichi Kamada (10)                                 |
| Standard Liegi       | Michel Preud'homme                                         | Guillermo Ochoa, Kōstas Laïfīs (20)                                     | Renaud Emond (7)                                   |
| Waasland Beveren     | Yannick Ferrera (1ª-15ª) Adnan Čustović (16ª-)             | Milan Massop (20)                                                       | Nana Opoku Ampomah (6)                             |
| Zulte Waregem        | Francky Dury                                               | Sammy Bossut (20)                                                       | Hamdi Harbaoui (11)                                |

## Stagione regolare

### Classifica
|  | Pos. | Squadra          | Pt | G  | V  | N  | P  | GF | GS | DR  |
|  | ---- | ---------------- | -- | -- | -- | -- | -- | -- | -- | --- |
|  | 1.   | Genk             | 63 | 30 | 18 | 9  | 3  | 63 | 31 | +32 |
|  | 2.   | Club Bruges      | 56 | 30 | 16 | 8  | 6  | 64 | 32 | +32 |
|  | 3.   | Standard Liegi   | 53 | 30 | 15 | 8  | 7  | 49 | 35 | +14 |
|  | 4.   | Anderlecht       | 51 | 30 | 15 | 6  | 9  | 49 | 34 | +15 |
|  | 5.   | Gent             | 50 | 30 | 15 | 5  | 10 | 53 | 45 | +8  |
|  | 6.   | Anversa          | 49 | 30 | 14 | 7  | 9  | 39 | 34 | +5  |
|  | 7.   | Sint-Truiden     | 47 | 30 | 12 | 11 | 7  | 47 | 36 | -11 |
|  | 8.   | Kortrijk         | 43 | 30 | 12 | 7  | 11 | 44 | 42 | +2  |
|  | 9.   | Charleroi        | 42 | 30 | 12 | 6  | 12 | 43 | 43 | 0   |
|  | 10.  | R.E. Mouscron    | 40 | 30 | 11 | 7  | 12 | 33 | 33 | 0   |
|  | 11.  | Zulte Waregem    | 33 | 30 | 8  | 9  | 13 | 49 | 60 | -11 |
|  | 12.  | Eupen            | 32 | 30 | 10 | 2  | 18 | 34 | 57 | -23 |
|  | 13.  | Cercle Bruges    | 28 | 30 | 7  | 7  | 16 | 35 | 59 | -24 |
|  | 14.  | Ostenda          | 27 | 30 | 6  | 9  | 15 | 29 | 52 | -23 |
|  | 15.  | Waasland-Beveren | 27 | 30 | 5  | 12 | 13 | 37 | 50 | -13 |
|  | 16.  | Lokeren          | 20 | 30 | 5  | 5  | 20 | 28 | 53 | -25 |

Legenda:

      Ammesse ai play-off scudetto

      Ammesse ai play-off Europa League

      Retrocessa in Division 1-B 2018-2019

Note:

Tre punti a vittoria, uno a pareggio, zero a sconfitta.
La classifica viene stilata secondo i seguenti criteri:
- Punti conquistati
- Partite vinte
- Differenza reti generale
- Reti totali realizzate
- Reti realizzate fuori casa
- Partite vinte in trasferta
- Spareggio

### Risultati
|                   | And  | Anv     | CeB     | Cha     | ClB     | Eup     | Gnk     | Gnt     | Kor     | Lok     | MoP     | Ost     | STr     | StL     | WaB     | ZWa     |
| ----------------- | ---- | ------- | ------- | ------- | ------- | ------- | ------- | ------- | ------- | ------- | ------- | ------- | ------- | ------- | ------- | ------- |
| Anderlecht        | –––– | 1-1     | 4-2     | 1-1     | 2-2     | 2-1     | 0-1     | 2-0     | 2-0     | 1-1     | 2-0     | 5-2     | 0-0     | 2-1     | 3-0     | 0-0     |
| Anversa           | 0-1  | –––– \| | 1-0     | 1-2     | 1-1     | 2-1     | 2-4     | 2-2     | 0-0     | 2-1     | 2-1     | 2-0     | 1-3     | 1-1     | 0-2     | 5-1     |
| Cercle Bruges     | 2-1  | 0-3     | –––– \| | 2-1     | 2-2     | 0-1     | 2-5     | 0-3     | 1-1     | 3-2     | 2-1     | 2-2     | 1-2     | 1-2     | 2-0     | 3-1     |
| Charleroi         | 1-2  | 0-1     | 3-1     | –––– \| | 2-1     | 1-2     | 1-1     | 2-0     | 0-2     | 2-1     | 3-1     | 1-1     | 1-0     | 0-1     | 2-2     | 3-2     |
| Club Bruges       | 2-1  | 5-1     | 4-0     | 0-1     | –––– \| | 5-2     | 3-1     | 1-1     | 3-0     | 2-1     | 1-2     | 4-0     | 1-0     | 3-0     | 1-1     | 1-3     |
| Eupen             | 2-1  | 1-2     | 2-0     | 1-4     | 0-4     | –––– \| | 0-2     | 2-3     | 0-1     | 4-1     | 1-0     | 1-2     | 1-4     | 2-1     | 1-0     | 2-3     |
| Genk              | 1-0  | 0-0     | 1-2     | 3-1     | 1-1     | 2-1     | –––– \| | 3-1     | 1-1     | 1-0     | 1-2     | 2-0     | 1-1     | 2-0     | 3-2     | 4-0     |
| Gent              | 1-0  | 0-0     | 4-1     | 2-1     | 0-4     | 2-0     | 1-5     | –––– \| | 3-1     | 2-1     | 1-2     | 2-1     | 1-2     | 2-1     | 4-1     | 1-1     |
| Kortrijk          | 1-4  | 2-0     | 2-1     | 1-2     | 0-0     | 1-3     | 3-3     | 1-2     | –––– \| | 2-1     | 1-0     | 1-2     | 3-1     | 0-2     | 2-2     | 4-2     |
| Lokeren           | 1-2  | 2-1     | 3-1     | 2-4     | 0-1     | 2-0     | 0-4     | 2-2     | 1-3     | –––– \| | 0-0     | 0-0     | 2-0     | 0-3     | 1-0     | 0-3     |
| Mouscron Peruwelz | 3-1  | 0-1     | 3-0     | 3-0     | 0-1     | 0-1     | 0-0     | 3-1     | 1-0     | 1-0     | –––– \| | 2-1     | 1-1     | 0-0     | 0-3     | 0-0     |
| Ostenda           | 0-2  | 0-2     | 1-1     | 2-1     | 1-2     | 1-1     | 0-2     | 0-4     | 1-2     | 1-0     | 2-1     | –––– \| | 1-1     | 2-3     | 1-1     | 3-1     |
| Sint-Truiden      | 4-2  | 2-0     | 0-0     | 3-1     | 2-2     | 4-1     | 2-3     | 0-2     | 0-0     | 1-1     | 3-1     | 1-0     | –––– \| | 1-1     | 2-1     | 2-1     |
| Standard Liegi    | 2-1  | 0-2     | 0-0     | 0-0     | 3-1     | 3-0     | 1-1     | 3-2     | 2-1     | 3-1     | 1-1     | 3-1     | 3-2     | –––– \| | 4-3     | 4-1     |
| Waasland Beveren  | 1-2  | 0-1     | 1-1     | 1-1     | 2-1     | 0-0     | 1-2     | 2-1     | 2-6     | 2-1     | 1-2     | 1-1     | 2-2     | 0-0     | –––– \| | 1-1     |
| Zulte Waregem     | 1-2  | 1-2     | 3-2     | 3-1     | 2-5     | 4-0     | 3-3     | 1-3     | 0-2     | 2-0     | 2-2     | 1-1     | 1-1     | 3-1     | 2-2     | –––– \| |

## Play-off scudetto

### Classifica
|                   | Pos. | Squadra        | Pt | G  | V | N | P | GF | GS | DR  |
| ----------------- | ---- | -------------- | -- | -- | - | - | - | -- | -- | --- |
| Belgio (bandiera) | 1.   | Genk           | 52 | 10 | 6 | 2 | 2 | 19 | 8  | +11 |
|                   | 2.   | Club Bruges    | 50 | 10 | 7 | 1 | 2 | 19 | 11 | +8  |
|                   | 3.   | Standard Liegi | 40 | 10 | 4 | 1 | 5 | 17 | 16 | +1  |
|                   | 4.   | Anversa        | 39 | 10 | 4 | 2 | 4 | 12 | 16 | -4  |
|                   | 5.   | Gent           | 35 | 10 | 3 | 1 | 6 | 10 | 15 | -5  |
|                   | 6.   | Anderlecht     | 32 | 10 | 1 | 3 | 6 | 8  | 19 | -11 |

Legenda:

      Campione del Belgio e ammessa alla UEFA Champions League 2019-2020
      Ammessa alla UEFA Champions League 2019-2020
      Ammessa alla UEFA Europa League 2019-2020
 Ammessa al Test-Match contro la vincente dei play-off Europa League
Anderlecht: 26 punti
Anversa: 25 punti
Bruges: 28 punti
Genk: 32 punti
Gent: 25 punti
Standard Liegi: 27 punti
Note:

Tre punti a vittoria, uno a pareggio, zero a sconfitta.
La classifica viene stilata secondo i seguenti criteri:
- Punti conquistati
- Partite vinte
- Differenza reti generale
- Reti totali realizzate
- Reti realizzate fuori casa
- Partite vinte in trasferta
- Spareggio

### Risultati
|                | And  | Anv     | ClB     | Gnk     | Gnt  | StL     |
| -------------- | ---- | ------- | ------- | ------- | ---- | ------- |
| Anderlecht     | –––– | 1-2     | 2-3     | 1-1     | 0-0  | 2-1     |
| Anversa        | 1-1  | –––– \| | 0-0     | 1-0     | 1-2  | 2-1     |
| Club Bruges    | 1-0  | 3-2     | –––– \| | 3-2     | 3-0  | 4-0     |
| Genk           | 3-0  | 4-0     | 3-1     | –––– \| | 2-1  | 0-0     |
| Gent           | 2-1  | 1-2     | 0-1     | 0-1     | –––– | 1-2     |
| Standard Liegi | 5-2  | 3-1     | 2-0     | 1-3     | 2-3  | –––– \| |

## Play-off Europa League

### Girone A
Nel girone A vengono inserite le squadre classificatesi ai posti 7º, 9º, 12º e 14º della stagione regolare insieme alle prime due compagini non qualificatesi per i Play-off promozione nella Tweede Klasse.

#### Classifica
|  | Pos. | Squadra      | Pt | G  | V | N | P | GF | GS | DR  |
|  | ---- | ------------ | -- | -- | - | - | - | -- | -- | --- |
|  | 1.   | Charleroi    | 22 | 10 | 7 | 1 | 2 | 20 | 7  | +13 |
|  | 2.   | Sint-Truiden | 17 | 10 | 4 | 5 | 1 | 16 | 13 | +3  |
|  | 3.   | Westerlo     | 12 | 10 | 3 | 3 | 4 | 13 | 12 | +1  |
|  | 4.   | Ostenda      | 12 | 10 | 3 | 3 | 4 | 12 | 15 | -3  |
|  | 5.   | Eupen        | 11 | 10 | 3 | 2 | 5 | 9  | 15 | -6  |
|  | 6.   | Beerschot VA | 8  | 10 | 2 | 2 | 6 | 11 | 19 | -8  |

Legenda:

      Ammessa allo spareggio Europa League
Note:

Tre punti a vittoria, uno a pareggio, zero a sconfitta.
La classifica viene stilata secondo i seguenti criteri:
- Punti conquistati
- Partite vinte
- Differenza reti generale
- Reti totali realizzate
- Reti realizzate fuori casa
- Partite vinte in trasferta
- Spareggio

#### Risultati
|                   | BWi  | Cha  | Eup  | Oos  | STr  | Wes  |
| ----------------- | ---- | ---- | ---- | ---- | ---- | ---- |
| Beerschot Wilrijk | –––– | 0-3  | 2-0  | 1-2  | 1-2  | 3-2  |
| Charleroi         | 4-0  | –––– | 2-0  | 1-2  | 2-0  | 2-0  |
| Eupen             | 1-0  | 0-1  | –––– | 3-2  | 1-1  | 0-3  |
| Oostenda          | 2-1  | 2-2  | 1-2  | –––– | 1-1  | 0-3  |
| Sint-Truiden      | 2-2  | 3-1  | 2-2  | 1-0  | –––– | 2-1  |
| Westerlo          | 1-1  | 0-2  | 1-0  | 0-0  | 2-2  | –––– |

### Girone B
Nel girone B vengono inserite le squadre classificatesi ai posti 8º, 10º, 11º, 13º e 15º della stagione regolare insieme alla perdente dei Play-off della Tweede Klasse. 

#### Classifica
|  | Pos. | Squadra              | Pt | G  | V | N | P | GF | GS | DR  |
|  | ---- | -------------------- | -- | -- | - | - | - | -- | -- | --- |
|  | 1.   | Kortrijk             | 24 | 10 | 8 | 0 | 2 | 26 | 12 | +14 |
|  | 2.   | Union Saint-Gilloise | 20 | 10 | 6 | 2 | 2 | 24 | 14 | +10 |
|  | 3.   | Zulte Waregem        | 13 | 10 | 3 | 4 | 3 | 22 | 22 | 0   |
|  | 4.   | Waasland-Beveren     | 13 | 10 | 4 | 1 | 5 | 17 | 24 | -7  |
|  | 5.   | R.E. Mouscron        | 8  | 10 | 2 | 2 | 6 | 19 | 22 | -3  |
|  | 6.   | Cercle Bruges        | 7  | 10 | 2 | 1 | 7 | 16 | 30 | -14 |

Legenda:

      Ammessa allo spareggio Europa League
Note:

Tre punti a vittoria, uno a pareggio, zero a sconfitta.
La classifica viene stilata secondo i seguenti criteri:
- Punti conquistati
- Partite vinte
- Differenza reti generale
- Reti totali realizzate
- Reti realizzate fuori casa
- Partite vinte in trasferta
- Spareggio

#### Risultati
|                  | CBr  | Kor  | Mou  | SGi  | WBe  | ZWa  |
| ---------------- | ---- | ---- | ---- | ---- | ---- | ---- |
| Cercle Brugge    | –––– | 1-2  | 0-3  | 2-3  | 3-2  | 3-3  |
| Kortrijk         | 4-0  | –––– | 3-1  | 0-1  | 2-1  | 4-2  |
| Mouscron         | 2-3  | 2-3  | –––– | 0-2  | 2-4  | 3-0  |
| St. Gilloise     | 3-1  | 2-0  | 3-3  | –––– | 5-1  | 2-2  |
| Waasland-Beveren | 2-1  | 2-3  | 2-1  | 3-2  | –––– | 0-5  |
| Zulte Waregem    | 6-2  | 0-5  | 2-2  | 2-1  | 0-0  | –––– |

### Finale play-off
Le squadre vincenti i due gironi si sfidano per decidere la squadra che affronta la quarta qualificata della Poule Scudetto per un posto nel terzo turno di qualificazione della UEFA Europa League 2019-2020.
|          | Risultati |           | Luogo e data |
| -------- | --------- | --------- | ------------ |
| Kortrijk | 1-2       | Charleroi |              |
|          |           |           |              |

### Test-match per l'Europa League
Si sfidano la vincente della finale play-off e la quarta della Poule Scudetto per un posto nel terzo turno di qualificazione della UEFA Europa League 2019-2020.
|         | Risultati |           | Luogo e data |
| ------- | --------- | --------- | ------------ |
| Anversa | 3-2       | Charleroi |              |
|         |           |           |              |

## Statistiche

### Individuali

#### Classifica marcatori
| Gol |  |  | Giocatore          | Squadra       |
| --- |  |  | ------------------ | ------------- |
| 25  |  |  | Hamdi Harbaoui     | Zulte Waregem |
| 23  |  |  | Mbwana Samatta     | Genk          |
| 16  |  |  | Ivan Santini       | Anderlecht    |
| 16  |  |  | Victor Osimhen     | Charleroi     |
| 15  |  |  | Daichi Kamada      | Sint-Truiden  |
| 15  |  |  | Felipe Avenatti    | Kortrijk      |
| 14  |  |  | Leandro Trossard   | Genk          |
| 14  |  |  | Theo Bongonda      | Zulte Waregem |
| 14  |  |  | Hans Vanaken       | Club Bruges   |
| 13  |  |  | Ruslan Malinovskiy | Genk          |